# 李構
李构，字祖基，北齐黎阳人。
祖父李平，北魏尚书仆射，父亲李奖。李构年轻时以方正著称，初任开府参军，袭爵武邑郡公。武定末年，担任太子中舍人。北齐受禅，按例降爵为县侯。裴谳之与陇西辛术、赵郡李绘、顿丘李构、清河崔赡为忘年友。吏部尚书尉瑾与他的嫂子元氏通奸。他讥讽吏部郎中顿丘李构：“郎中不研究古事。”李构对令史说：“我实不研究古事，未知通嫂算得研究古事吗？”尉瑾听到后大为惭愧。李构早年有名誉，历官清显，常以雅道自居，被名流所重。李奖与宋游道有交情。李构和弟弟李训生活贫困，宋游道后令他们找到三个犯死罪的富人，判决他们免死，得赎钱百五十万，都给了李构兄弟。时人说道：“游道猕猴面，陆操蝌蚪形，意识不关见，何谓丑者必无情。”李构在宋游道会客时，开玩笑说：“你的兄弟在门外，是大好人，应该亲自迎接。”为他通报姓名，称是族弟宋游山。宋游道出来相见，一看是穿衣帽的猕猴。宋游道想和李构绝交，李构给他道歉，后来和好如初。宋游道死后，李构为定州长史，宋游道第三子宋士逊为墨曹、博陵王管记，与典签一起诬陷李构。李构在禁所祭祀宋游道诉冤。宋士逊白天做梦，见宋游道向自己发怒：“我与李构的恩义，你岂能不知？为什么和小人一起合谋陷害清直之士。”宋士逊大惊，跪下说：“不敢！不敢！”几天后就去世了。李构官至谯州刺史、太府卿，去世后，赠吏部尚书。儿子李丕，有父风，官至尚书祠部郎中；李克，官至通直散骑常侍。弟弟李训，官至太尉默曹参军。